# Drosophila hexachaetae
Drosophila hexachaetae är en tvåvingeart som beskrevs av Elmo Hardy 1965. Drosophila hexachaetae ingår i släktet Drosophila och familjen daggflugor.
Artens utbredningsområde är Hawaii.